# Amritha Murali
Amritha Murali est une violoniste et chanteuse indienne de musique carnatique.

## Biographie
Elle est née en 1982 à Chennai (Madras),. Appartenant à une famille marquée par la musique carnatique, sa grand-mère Sankari Nagarajan était une chanteuse réputée. Ses parents ont par ailleurs eu une influence déterminante sur sa carrière qu'ils ont encouragée. Amritha Murali a été formée par d'exceptionnels maîtres (gourous) en chant et en violon, KR Kedaranathan et Meera Kedaranathan notamment. La chanteuse Rama Ravi de l'école Brinda-Muktha a été une autre influence notable, Amritha a encore commencé à s'entraîner avec P.S. Narayanaswamy. Ses premières leçons au violon ont été données par Vitthal Ramamurthy, avant de devenir l'élève de Vidushi Smt. T. Rukmini.
Amritha Murali a à son actif un certain nombre de titres et de prix, notamment le prix M. S. Subbulakshmi de Narada Gana Sabha, Chennai (Madras), le prix du concours national All India Radio et le prix de la meilleure chanteuse "junior" de Chennai. Elle  a aussi été lauréate du "Music Academy" et, dans la catégorie sub-senior de la Indian Fine Arts Society, Chennai. Pour le violon, ses prix sont notamment celui de la dotation Lalgudi Gopala Iyer de Krishna Gana Sabha, le prix de la dotation de Narada Gana Sabha, le prix du Meilleur violoniste junior Spirit of Youth en 2003, et les prix Lalgudi Gopala Iyer et Lalgudi Jayaraman comme meilleure violoniste sub-senior de l'Académie de musique de Chennai. Elle s'est produite en Inde et a aussi joué au Tyagaraja Utsava de Cleveland, dans l'Ohio, ainsi que dans d'autres centres aux États-Unis.

## Discographie partielle
- Sur Madrasana
- Ses derniers enregistrements
- Charsur